# Джорджо Ламберті
Джорджо Ламберті (італ. Giorgio Lamberti, 28 січня 1969) — італійський плавець.
Учасник Олімпійських Ігор 1988, 1992 років.
Чемпіон світу з водних видів спорту 1991 року.
Чемпіон Європи з водних видів спорту 1989 року, призер 1987, 1991 років.